# Nyora
 (janvier 2015).
Si vous disposez d'ouvrages ou d'articles de référence ou si vous connaissez des sites web de qualité traitant du thème abordé ici, merci de compléter l'article en donnant les références utiles à sa vérifiabilité et en les liant à la section « Notes et références ».

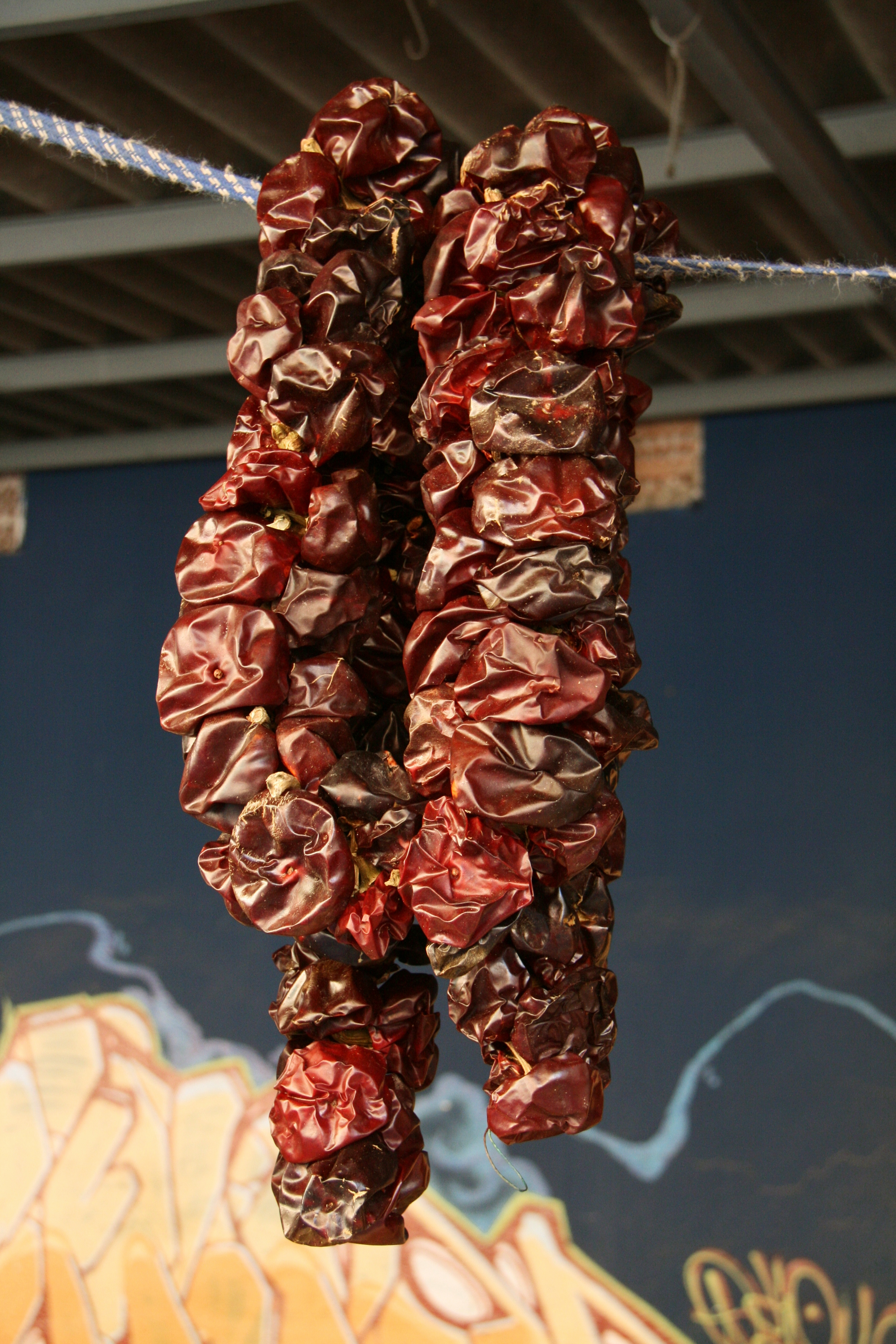
Nyores séchées en chapelet.

La nyora (Capsicum annuum) — ñora en espagnol — est un petit poivron rouge et rond du Levant espagnol qu'on laisse sécher en chapelets. On la trouve surtout dans la région de Murcie. Elle est très utilisée dans la gastronomie   notamment dans le sofregit (une sorte de sauce à la tomate qui est la base de la cuisine de l'Espagne méditerranéenne), les plats à base de riz (dont la paella) et quelques plats très représentatifs de différentes régions comme le caldo colorao typique des provinces d'Alicante et de Murcie.

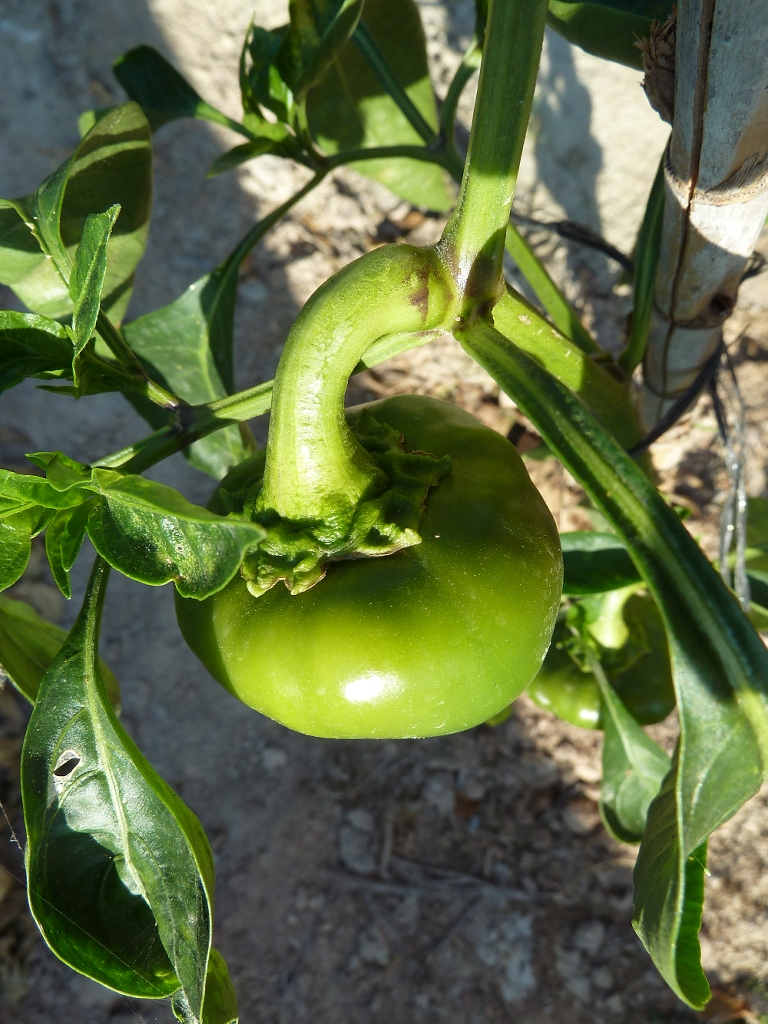
Nyora encore verte in situ.
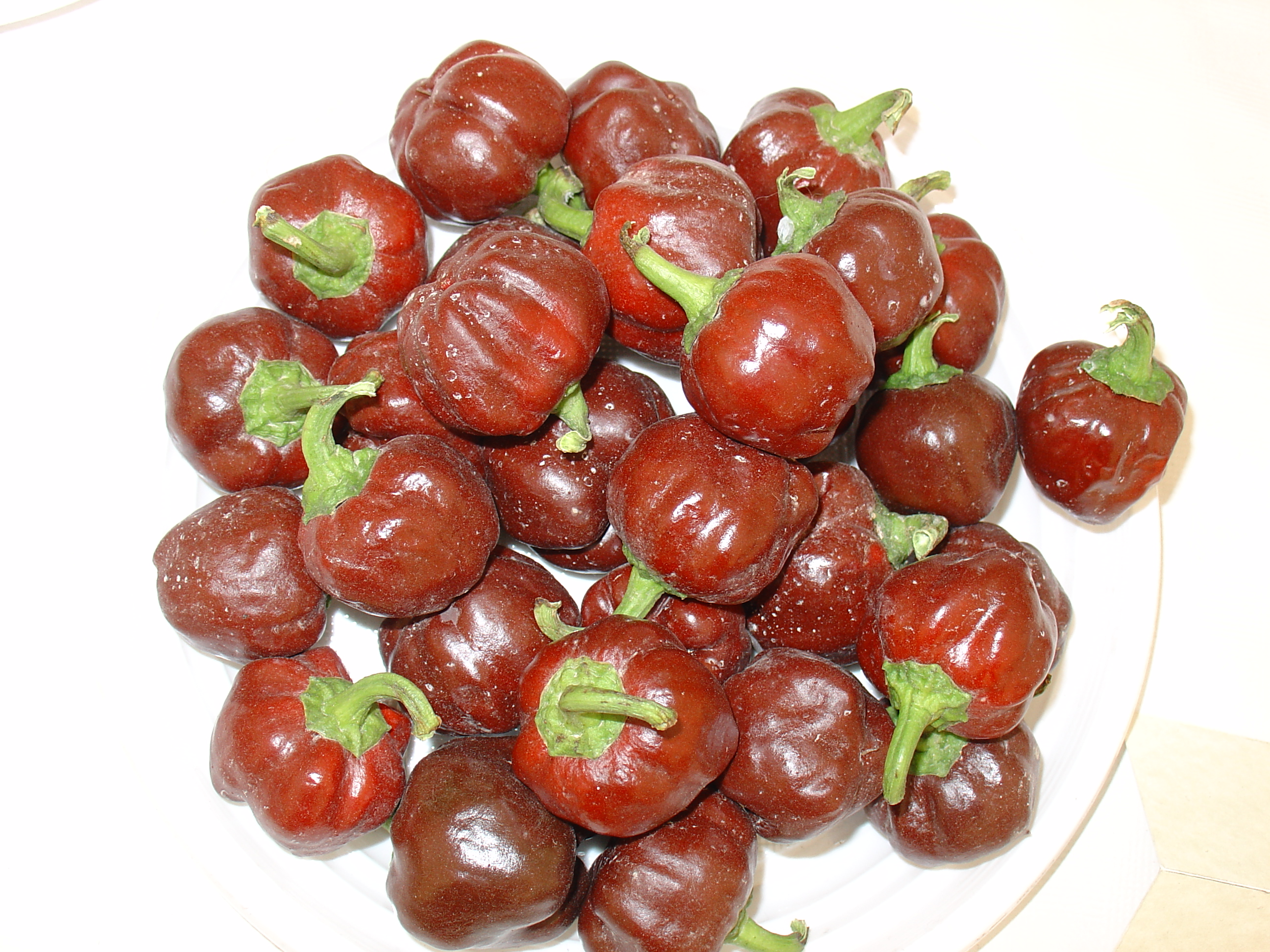
Nyores mûres fraîches.
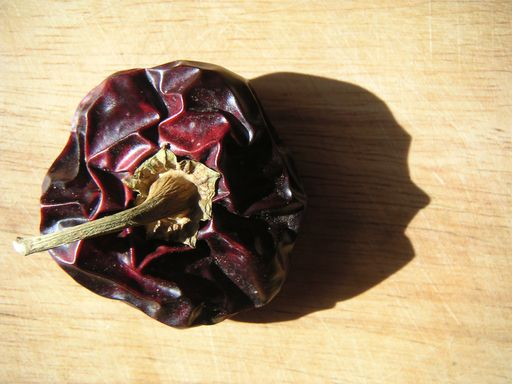
Nyora séchée.

## Emploi
Les nyores s'utilisent frites (œufs frits, salades et plats de riz, entre autres) mais surtout comme condiment. Normalement, on les laisse tremper dans l'eau pendant une nuit pour les réhydrater ou on les fait blanchir pendant dix minutes, puis on les coupe en deux, on enlève le pédoncule et les graines et on gratte la pulpe avec une cuillère avant de la mettre dans le sofrito (ou sofregit en catalan).
Elles s'utilisent d'habitude comme condiment en sauces très populaires et utilisées quotidiennement en Espagne, comme le sofregit, la sauce romesco ou la sauce pour des calçots.
Elles sont également couramment utilisées fraîches, encore vertes mais aussi mûres, frites à l'huile d'olive, en particulier pour les dîners nocturnes en été, par exemple dans le sud de la province d'Alicante dont les coutumes alimentaires sont plus proches de celles de Murcie que de celles de la région de Valence.
Leur goût est particulier et diffère sensiblement de celui des piments d'Espelette et de tout autre type de piments ou de poivrons séchés.